# Lukiv, Rojîșce
Lukiv (în ucraineană Луків) este localitatea de reședință a comunei Lukiv din raionul Rojîșce, regiunea Volînia, Ucraina.

## Demografie
Componența lingvistică a localității Lukiv
     Ucraineană (100%)
Conform recensământului din 2001, toată populația localității Lukiv era vorbitoare de ucraineană (100%).